# Staplehurst (Kent)
Staplehurst è un villaggio e parrocchia civile dell'Inghilterra, appartenente alla contea del Kent.